# Pyaar Tune Kya Kiya
Pour plus de détails, voir Fiche technique et Distribution.
Pyaar Tune Kya Kiya est un film indien réalisé par Rajat Mukherjee et sorti le 27 avril 2001, il donne la vedette à Urmila Matondkar et Fardeen Khan.

## Synopsis
Jai (Fardeen Khan) est un photographe de mode, marié à Geeta (Sonali Kulkarni). Il rencontre Ria (Urmila Matondkar) à Goa. Il prend des photos d'elle sans sa permission et les publie dans le magazine. Le magazine devient un énorme succès grâce à ces photos. Les dirigeants du magazine veulent voir Ria pour de nouvelles photos, mais elle refuse parce qu'elle est en colère contre Jai pour la publication de ses photos sans le lui avoir demandé. Jai réussit à la convaincre de poser pour leur magazine. Ria tombe amoureuse de Jai. néanmoins il ne partage pas ses sentiments et lui explique qu'il est marié, très vite face aux nombreux refus de Jai, Ria sombre dans la folie.

## Fiche technique
- Réalisation : Rajat Mukherjee
- Scénario : Rajat Mukherjee
- Producteur : Ram Gopal Varma
- Société de production : Eros Entertainment
- Pays : Inde
- Musique : Sandeep Chowta
- Photographie : Sanjay Kapoor
- Durée : 117 min
- Langue originale : Hindi
- Dates de sortie : 27 avril 2001
- Lieu de tournage : Mumbai,  Inde
- Genre : Romance, drama

(Source IMDB)

## Distribution
- Urmila Matondkar : Ria
- Fardeen Khan : Jai
- Sonali Kulkarni : Geeta
- Ravi Baswani : Ravi Baswani
- Kannu Gill :   Kannu Gill
- Suresh Oberoi : Mr. Jaiswal
- Rajpal Yadav  :  Rajpal Yadav

## Musique
| No | Titre              | Chanteurs                                 | Durée |
| -- | ------------------ | ----------------------------------------- | ----- |
| 1. | Kambakth Ishq      | Sonu Nigam, Sukhwinder Singh, Asha Bhosle |       |
| 2. | Pyar Tune Kya Kiya | Sonu Nigam, Alka Yagnik                   |       |
| 3. | Ku Ku Ku           | Sonu Nigam                                |       |
| 4. | Roundhe I          | Alisha Chinai                             |       |
| 5. | Pyar Tune Kya Kiya | K. S. Chitra                              |       |
| 6. | Jaana              | Kavita Subramaniam, Sonu Nigam            |       |
| 7. | Kambakth Mix       | Sonu Nigam, Sukhwinder Singh, Asha Bhosle |       |
| 8. | Roundhe II         | Sowmya Raoh                               |       |

## Box office
Le film fut un succès modéré au box-office.
- budget : 50 000 000 roupies
- Box-office  Inde : 280 580 000 roupies indiennes, le film est un succès relatif au box-office[3].

## Autour du film
Urmila fut acclamées par la critique et reçu une nomination dans la catégorie meilleure actrice dans un rôle négatifs lors de la cérémonie des Filmfare Award en 2002.